# ローズマリー・レーン
『ローズマリー・レーン』（Rosemary Lane）は、スコットランドのフォーク・ミュージシャン、バート・ヤンシュが1971年に発表した7作目のスタジオ・アルバム。

## 解説
「アルマン」は、『フィッツウィリアム・ヴァージナル・ブック』に掲載されていた曲を元にしたインストゥルメンタルで、原作者としてクレジットされているロバート・ジョンソンは、アメリカの同名ブルース・ミュージシャンとは無関係である。収録曲の一部はトラディショナル・ソングの翻案で、そのうち「シルヴィー」は、ペンタングル名義で発表された曲「ワンス・アイ・ハド・ア・スウィートハート」の原曲と同じ歌に基づいている。
Richie Unterbergerはオールミュージックにおいて5点満点中3点を付け「『ローズマリー・レーン』は、バート・ヤンシュのファンの多くが高く評価している作品だが、彼が1960年代に発表してきた作品ほど突出していない」と評している。

## 収録曲
特記なき楽曲はバート・ヤンシュ作。
1. テル・ミー・ホワット・イズ・トゥルー・ラヴ? - "Tell Me What Is True Love?" - 2:01
2. ローズマリー・レーン - "Rosemary Lane" (Traditional) - 4:05
3. マクレディ・ナンシー - "M'Lady Nancy" - 2:35
4. ア・ドリーム、ア・ドリーム、ア・ドリーム - "A Dream, a Dream, a Dream" - 2:44
5. アルマン - "Alman" (Robert Johnson, Bert Jansch) - 1:24
6. ウェイワード・チャイルド - "Wayward Child" - 2:07
7. ノーバディーズ・バー - "Nobody's Bar" - 3:03
8. レイナディーン - "Reynardine" (Traditional) - 5:23
9. シリー・ウーマン - "Silly Woman" - 3:16
10. ペレグリネイションズ - "Peregrinations" (B. Jansch, John Renbourn) - 1:49
11. シルヴィー - "Sylvie" (Traditional) - 4:30
12. サラバンダ - "Sarabanda" (Arcangelo Corelli, B. Jansch) - 1:33
13. バード・ソング - "Bird Song" - 2:56

## 参加ミュージシャン
- バート・ヤンシュ - ボーカル、アコースティック・ギター